# Bill Koch
Pour les articles homonymes, voir Koch.
Bill Koch (né le 7 juin 1955) est un ancien fondeur américain. Il est identifié comme le premier skieur à introduire en coupe de monde (FIS) la technique du « demi-pas de patineur », qui consiste à sortir un ski des rails tracés pour le ski alternatif, qui a conduit ensuite à l'utilisation massive du pas de patineur dans les compétitions de ski de fond « libre ».  

## Palmarès

### Jeux Olympiques
| Épreuve / Édition | Innsbruck 1976 | Lake Placid 1980 | Sarajevo 1984 | Albertville 1992 |
| 15 km             | 6e             | 16e              | 27e           |                  |
| 30 km             | Argent         | DNF              | 21e           | 42e              |
| 50 km             | 13e            | 13e              | 17e           |                  |
| 4 × 10 km         | 6e             | 8e               | 8e            |                  |

### Championnats du monde
| Épreuve / Édition | Oslo 1982 |
| 30 km             | Bronze    |

### Coupe du monde
- Vainqueur du classement général en 1982.
- 5 victoires.